# L'Auberge du bon repos
L'Auberge du bon repos je francouzský němý film z roku 1903. Režisérem je Georges Méliès (1861–1938). Film trvá zhruba 5 minut. Ve Spojených státech vyšel pod názvem The Inn Where No Man Rests a ve Spojeném království jako The Inn of "Good Rest".

## Děj
Film zachycuje opilého muže, jak se ubytuje v hotelovém pokoji. Během noci začne trpět halucinacemi, čímž způsobí velký rozruch v okolí.